# Brunnen der Lebensfreude

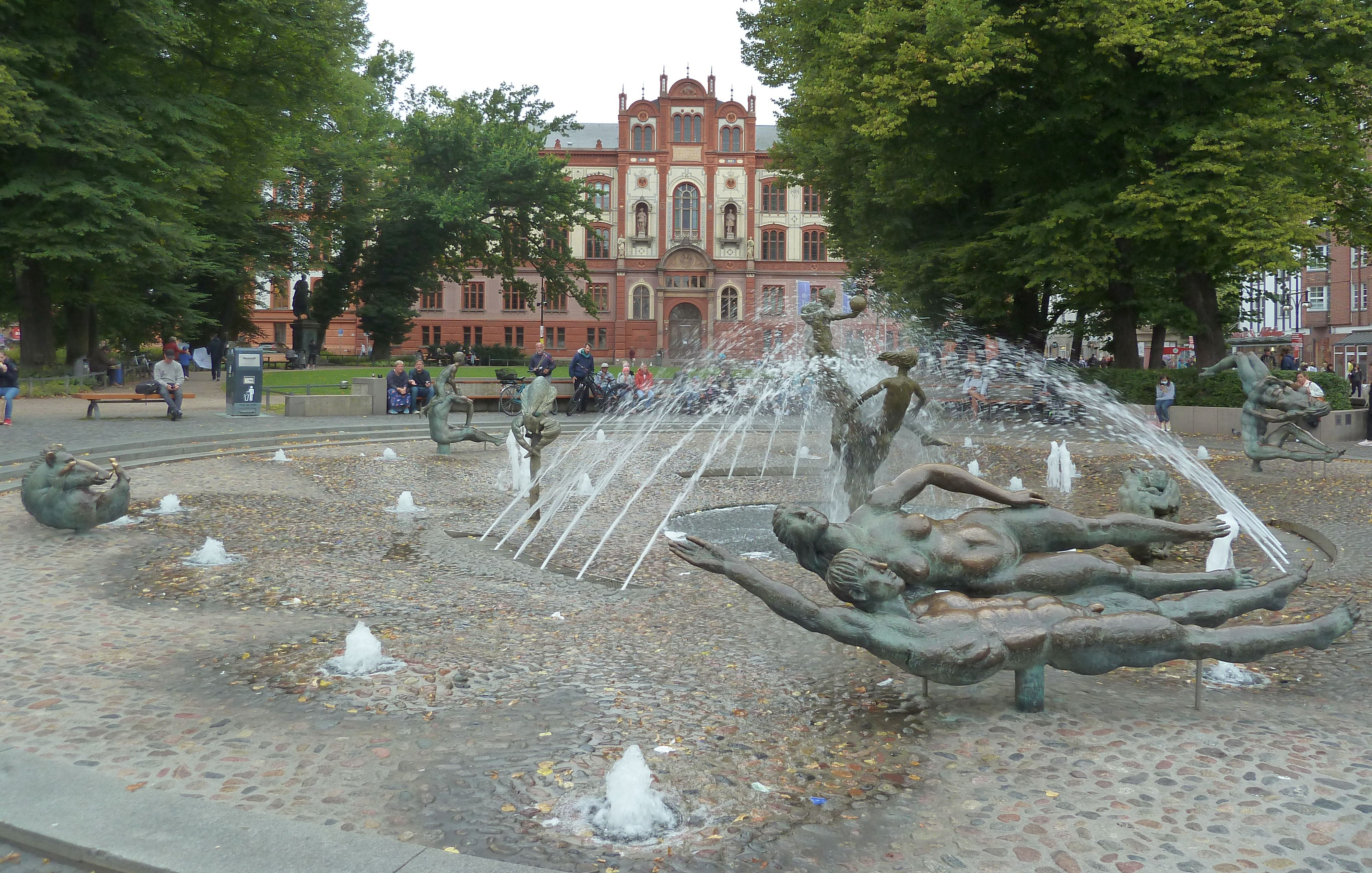
Brunnen der Lebensfreude

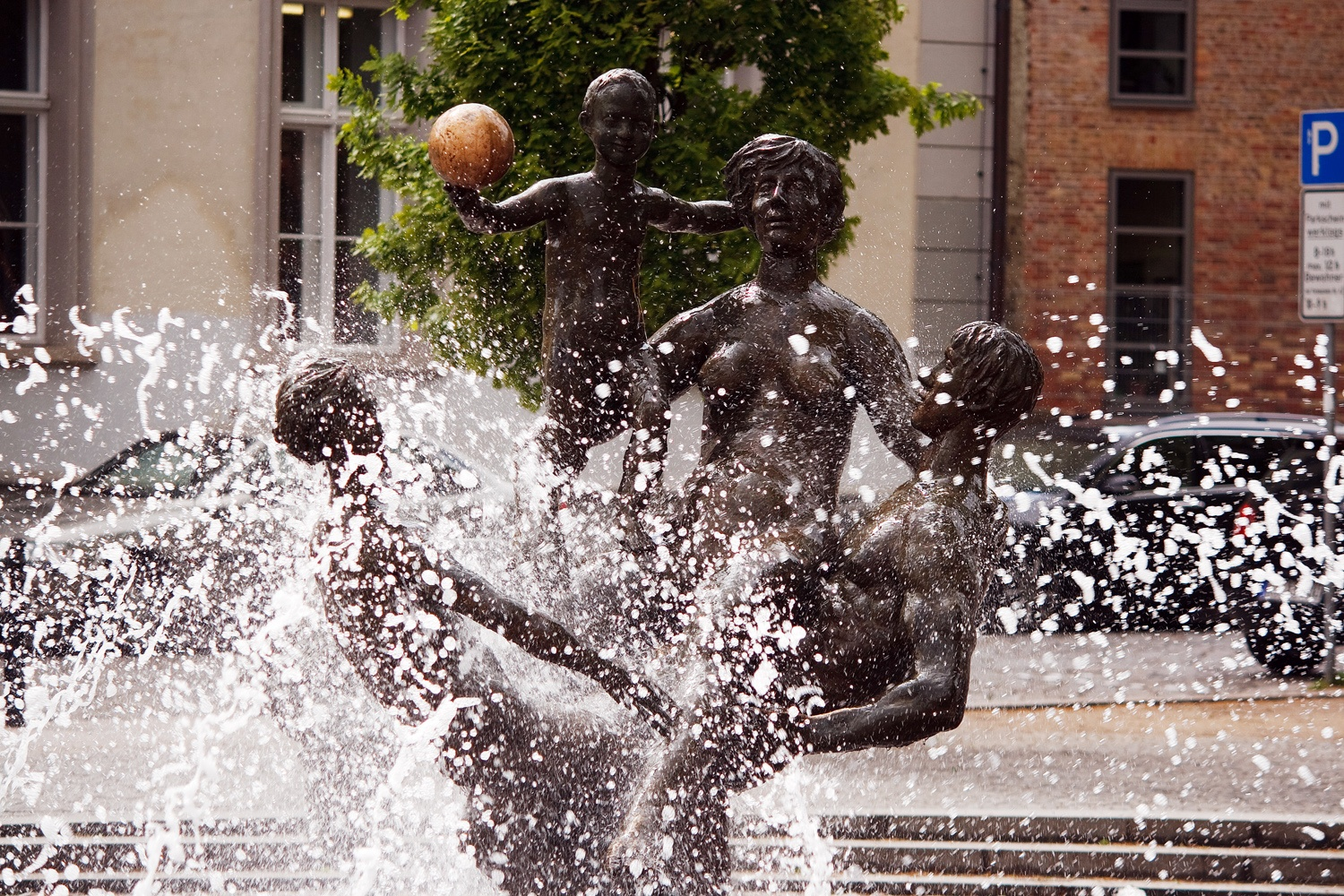
Zentrale Personengruppe

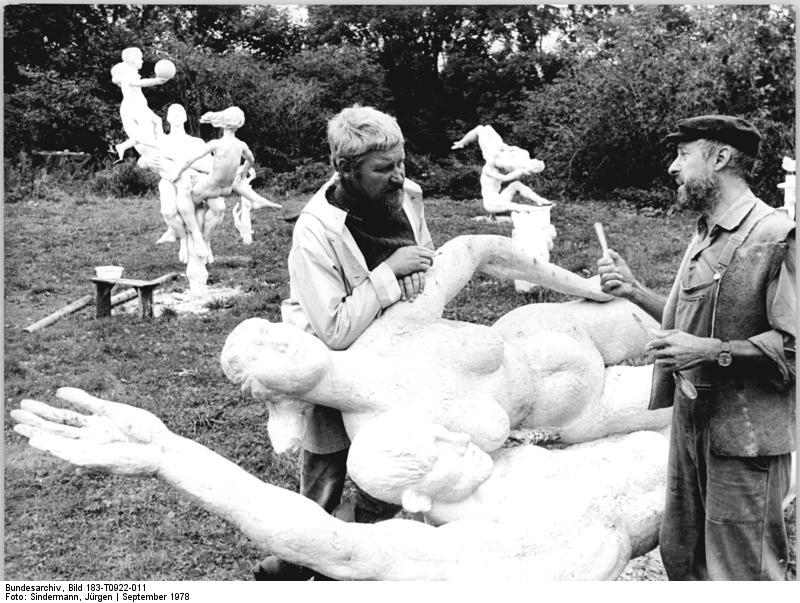
Die Künstler Reinhard Dietrich und Jo Jastram bei der Arbeit am Brunnen

Der Brunnen der Lebensfreude ist ein Brunnen am zentralen Universitätsplatz im Zentrum der Hansestadt Rostock. Der begehbare Brunnen hat in der Bevölkerung auch den Übernamen Porno-Brunnen. Der Brunnen wurde von den Bildhauern Reinhard Dietrich und Jo Jastram geschaffen und am 27. Juni 1980 eingeweiht.

## Beschreibung
Der Brunnen der Lebensfreude zeigt in einer 20 Meter messenden runden Vertiefung 16 Skulpturen von Menschen und Tieren. Zwei Paare haben offensichtlich Spaß an sportlichen Übungen und in der Mitte des Brunnes zeigt eine vierköpfige Familie eine Art Pyramide. Die lebensgroß dargestellten Personen sind nackt und eng beieinander, was dem neuen Brunnen Kritik einbrachte und zu seinem Übernamen führte. Darumherum finden sich mehrere Skulpturen von Tieren. Aus dem Boden fließt an mehreren Stellen Wasser und verschiedene Fontänen sind auf die zentrale Personengruppe gerichtet.